# ميليسا تانغ
ميليسا تانغ (بالإنجليزية: Melissa Tang)‏ هي ممثلة أمريكية، ولدت في 7 مايو 1985 في لوس أنجلوس في الولايات المتحدة.

## أعمال

### مسلسلات
- كيف قابلت أمكما

## وصلات خارجية
- ميليسا تانغ على موقع IMDb (الإنجليزية)
- ميليسا تانغ على موقع قاعدة بيانات الفيلم (الإنجليزية)